# Nokia X
Nokia X представили в феврале 2014 года, как смартфон среднего уровня в новой семье телефонов Nokia — Nokia X, смартфон работает на новой платформе Nokia X. Устройство сразу же поступило в продажу, после представления. «Семья Nokia X» ориентирована на развивающиеся рынки. В настоящее время не продаётся, не поддерживается компанией Microsoft Mobile.
24 июня 2014 года Microsoft представила его преемника, Nokia X2, с улучшенным процессором, клавишей «Домой», и 1 Гб оперативной памяти.
Nokia X работает на ОС Android. На смартфон можно установить сторонние приложения для Android.
27 апреля на мероприятии в Китае представят загадочный смартфон Nokia X. Реклама телефона уже появилась на рекламных лайтбоксах и в кинотеатрах страны.

## Критика
Nokia X подвергалось жестокой критике из за отсутствия кнопки «Домой». Исправлено в Nokia X2.